# Ricardo Flores Magón
För andra betydelser, se Ricardo Flores Magón (olika betydelser).
Ricardo Flores Magón, född 1873 i Oaxaca, Mexiko, död i fängelse i Kansas, USA 1922, möjligtvis mördad, var en mexikansk journalist och revolutionär i den mexikanska revolutionen, som periodvis levde i exil i USA. Tillsammans med sina bröder Enrique och Jesús Flores Magón grundade han tidningen Regeneración, som bekämpade det de såg som orättvisorna under Porfirio Díaz. Tidigt skrev Ricardo i tidningen om något som skulle komma att återkomma under revolutionen, Jord och Frihet (Tierra y Libertad).
Ricardo Flores Magón omnämns i De vilda detektiverna av Roberto Bolaño.